# Gian Carlo Passeroni
Gian Carlo Passeroni (Nizza, 8 marzo 1713 – Milano, 26 dicembre 1803) è stato un poeta e abate italiano.

## Biografia
Gian Carlo Passeroni è la figura più importante della letteratura nizzarda del secolo XVIII. Il padre, Gian Ludovico, fu poeta dialettale. La famiglia era di condizioni assai modeste, perciò a quattordici anni venne inviato a studiare a Milano presso uno zio prete. Anche Gian Carlo divenne sacerdote, fu ordinato a Lantosca e lì celebrò la prima messa.
Tornato a Milano, si dedicò soprattutto agli studi letterari, raggiungendo ben presto fama di erudito, tanto che venne chiamato dalla famiglia dei marchesi Lucini a fare da istitutore al giovine marchesino Cesare Alberico. I rapporti che si instaurarono fra la famiglia Lucini e il Passeroni furono improntati a viva amicizia e i marchesi spronavano il Passeroni allo studio e alla composizione poetica.
Nel 1743 il Passeroni restaurò insieme al conte Giuseppe Imbonati l'Accademia dei Trasformati e l'anno successivo accompagnò il suo allievo a proseguire gli studi a Roma nel Collegio Clementino dei padri somaschi. Sempre a Roma il Passeroni entrò in Arcadia. Dopo otto mesi di permanenza a Roma, il Passeroni rientrò a Milano.
Nel 1758 rifiutò una cattedra all'Università di Padova e l'anno seguente seguì il suo antico discepolo Cesare Alberico Lucini in Germania, a Colonia, dove era stato nominato nunzio apostolico. Dopo il 1770 il Passeroni ebbe a patire varie traversie economiche alla quali cercarono di porre parziale rimedio sia il governo austriaco di Maria Teresa, sia quello della napoleonica Repubblica Italiana con aiuti finanziari.
Per gratitudine dell'aiuto avuto dalla Repubblica italica, il Passeroni raccolse in un volume le sue poesie inedite e lo dedicò al vice presidente Melzi d'Eril. Napoleone lo nominava pochi anni prima della morte membro dell'Istituto Nazionale.

## Opere
La sua opera maggiore è Il Cicerone, un lunghissimo poema diviso in tre parti che, con il pretesto di una biografia del grande oratore latino, si spinge in lunghissime disgressioni, soprattutto satiriche, ironiche e fustiganti il malcostume settecentesco. Iniziò a comporlo prima del 1743 e già durante il suo soggiorno a Roma il Passeroni recitò a un pubblico di letterati diversi canti dell'opera. Il primo tomo venne pubblicato a Milano nel 1755 mentre l'ultimo nel 1774.